# Ƕ

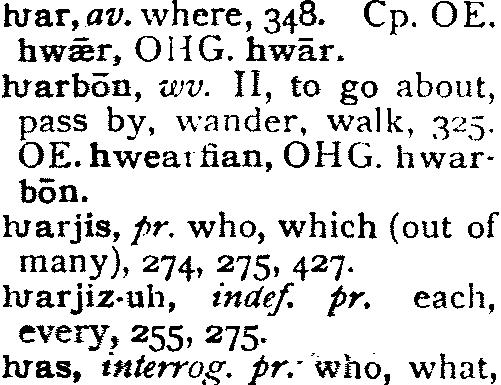
Das Hwair in Joseph Wrights gotischem Grammatikbuch von 1910

Das Ƕ (kleingeschrieben ƕ, Hwair genannt) ist ein Buchstabe des lateinischen Schriftsystems. Vom Aussehen her ähnelt er einer H-v-Ligatur. Er wurde um 1900 zur Transliteration des gotischen Buchstabens 𐍈 eingeführt, für den vorher der Digraph hv benutzt wurde. Er entspricht dem Lautwert eines labialisierten, stimmlosen velaren (xʷ) oder eines stimmlosen labiovelaren Frikativs (ʍ).
Unicode enthält das Hwair an den Codepunkten U+01F6 (Großbuchstabe) und U+0195 (Kleinbuchstabe).